# الهيئة القبطية الإنجيلية للخدمات الاجتماعية
الهيئة القبطية الإنجيلية للخدمات الاجتماعية (CEOSS)، ومقرها القاهرة ، مصر، هي منظمة تنمية مسيحية قبطية مصرية.    تأسست عام 1960م من قبل الكنيسة القبطية الإنجيلية ، ولكنها الآن مستقلة.   
مديرها العام القس أندريا زكي ستيفانوس.  

## روابط خارجية
- الموقع الرسمي